# العلاقات الروسية الليبيرية
العلاقات الروسية الليبيرية هي العلاقات الثنائية التي تجمع بين روسيا وليبيريا.

## مقارنة بين البلدين
هذه مقارنة عامة ومرجعية للدولتين:
| وجه المقارنة                                              | روسيا                                   | ليبيريا      |
| --------------------------------------------------------- | --------------------------------------- | ------------ |
| المساحة (كم2)                                             | 17.08 مليون                             | 111.37 ألف   |
| عدد السكان (نسمة)                                         | 146.80 مليون                            | 4.73 مليون   |
| الكثافة السكانية (ن./كم²)                                 | 8.59                                    | 42.47        |
| العاصمة                                                   | موسكو                                   | مونروفيا     |
| اللغة الرسمية                                             | اللغة الروسية                           | لغة إنجليزية |
| العملة                                                    | روبل روسي                               | دولار ليبيري |
| الناتج المحلي الإجمالي (بليون دولار)                      | 1.58 تريليون                            | 2.16 مليار   |
| الناتج المحلي الإجمالي (تعادل القوة الشرائية) بليون دولار | 3.69 تريليون                            | 3.76 مليار   |
| الناتج المحلي الإجمالي الاسمي للفرد دولار أمريكي          | 9.09 ألف                                | 455          |
| الناتج المحلي الإجمالي للفرد دولار أمريكي                 |                                         | 842          |
| مؤشر التنمية البشرية                                      | 0.798                                   | 0.430        |
| رمز المكالمات الدولي                                      | +7                                      | +231         |
| رمز الإنترنت                                              | .ru، .рф، .рус ‏، .su                    | .lr          |
| المنطقة الزمنية                                           | Magadan Time ‏، ت ع م+02:00، ت ع م+12:00 | 00           |

## منظمات دولية مشتركة
يشترك البلدان في عضوية مجموعة من المنظمات الدولية، منها:
| علم المنظمة | اسم المنظمة                        | تاريخ انضمام روسيا | تاريخ انضمام ليبيريا |
| ----------- | ---------------------------------- | ------------------ | -------------------- |
|             | مؤسسة التنمية الدولية              | 16 يونيو 1992      | 28 مارس 1962         |
|             | مؤسسة التمويل الدولية              | 12 أبريل 1993      | 28 مارس 1962         |
|             | منظمة حظر الأسلحة الكيميائية       | ?                  | ?                    |
|             | الأمم المتحدة                      | 24 أكتوبر 1945     | 2 نوفمبر 1945        |
|             | الاتحاد الدولي للاتصالات           | 1866               | 10 أكتوبر 1927       |
|             | منظمة الشرطة الجنائية الدولية      | 27 سبتمبر 1990     | ?                    |
|             | البنك الدولي للإنشاء والتعمير      | 16 يونيو 1992      | 28 مارس 1962         |
|             | الاتحاد البريدي العالمي            | ?                  | ?                    |
|             | وكالة ضمان الاستثمار متعدد الأطراف | 29 ديسمبر 1992     | 12 أبريل 2007        |
|             | يونسكو                             | 21 أبريل 1954      | 6 مارس 1947          |

## وصلات خارجية
- موقع وزارة الخارجية الروسية
- موقع وزارة الخارجية الليبيرية